# Filmfare Awards (1958)
5-я церемония награждения Filmfare Awards состоялась в 1958 году. На ней были отмечены лучшие киноработы на хинди, вышедшие в прокат до конца 1957 года.

## Победители
| Категория                         | Победитель                         | Фильм (Роль)                       |
| --------------------------------- | ---------------------------------- | ---------------------------------- |
| Лучший фильм                      | «Мать Индия» - режиссёр Мехбуб Хан | «Мать Индия» - режиссёр Мехбуб Хан |
| Лучшая режиссура                  | Б. Р. Чопра                        | «Новый век»                        |
| Лучшая режиссура                  | Мехбуб Хан                         | «Мать Индия»                       |
| Лучшая мужская роль               | Дилип Кумар                        | «Новый век»                        |
| Лучшая женская роль               | Наргис                             | «Мать Индия»                       |
| Лучшая мужская роль второго плана | Аджит                              | «Новый век»                        |
| Лучшая мужская роль второго плана | Радж Мехра                         | «Шарада»                           |
| Лучшая женская роль второго плана | Нанда                              | «Bhabhi» (англ.)                   |
| Лучшая женская роль второго плана | Шьяма                              | «Шарада»                           |
| Лучшая музыка к фильму            | С. Рамачандра                      | «Аша»                              |
| Лучшая музыка к фильму            | О. П. Наяр                         | «Новый век»                        |
| Лучший сюжет                      | Ахтар Мирза                        | «Новый век»                        |

### Технические номинации
| Категория                            | Победитель       | Фильм                  |
| ------------------------------------ | ---------------- | ---------------------- |
| Лучшая работа художника-постановщика | М. Р. Ачрекар    | «Хождение за три моря» |
| Лучшая операторская работа           | Фаредун А. Ирани | «Мать Индия»           |
| Лучший звук                          | Р. Каушик        | «Мать Индия»           |
| Лучший монтаж                        | Шиваджи Аудхут   | «Шарада»               |